# .sb
Pour les articles homonymes, voir SB.
.sb est un domaine de premier niveau national réservé aux îles Salomon. Il est introduit le 19 avril 1994 et est exploité  par la Solomon Telekom Company Limited. Le Council of Country Code Administrators (CoCCA) est responsable de l'exploitation opérationnelle.

## Caractéristiques
Au total, un domaine .sb peut comporter entre trois et 63 caractères et ne contenir que des caractères alphanumériques. Jusqu'au début de l'année 2016, les adresses ne pouvaient être enregistrées qu'au troisième niveau, il existe par exemple les domaines de deuxième niveau .com.sb pour les entreprises commerciales, .net.sb pour les fournisseurs d'accès à Internet ou .org.sb pour les organismes à but non lucratif. Toute personne physique ou morale dans le monde peut enregistrer un domaine .sb, il n'est pas nécessaire d'être domicilié ou d'avoir une succursale dans les îles Salomon. En février 2016, Solomon Telekom a annoncé que les adresses pouvaient également être enregistrées au deuxième niveau. Dans l'annonce, Solomon Telekom se réserve le droit de ne valider la demande d'enregistrement qu'après une vérification manuelle.

## Domaines de second niveau
Enregistrement mondial illimité :
- com.sb
- net.sb

Inscription restreinte :
- edu.sb – Établissements d'enseignement
- org.sb – Organisations non commerciales
- gov.sb –  Ministères et organismes gouvernementaux des îles Salomon

## Détournements
En raison de son attribution libre, le domaine est utilisé dans de rares cas pour la ville de Sarrebruck, la communauté régionale de Sarrebruck (plaque d'immatriculation SB) ou (outre .sa et .saarland) pour la Sarre.